# 20 décembre 1905
Le mercredi 20 décembre 1905 est le 354e jour de l'année 1905.

## Naissances
- Albert Dekker (mort le 5 mai 1968), acteur américain
- Albert Litas (mort le 25 août 1945), instituteur, militaire français, compagnon de la Libération
- Bill O'Reilly (mort le 6 octobre 1992), joueur de cricket australien
- Gérard Carlier (mort le 7 novembre 1975), compositeur, parolier, et scénariste français
- Justo Iturralde (mort le 27 octobre 1981), cavalier argentin de dressage
- Ouang Te Tchao (mort le 28 décembre 1998), physicien chinois (1905-1998)
- Philippe Ginestet (mort le 24 juin 1962), général français
- Robert Derathé (mort le 5 mars 1992), philosophe français

## Décès
- Amédée Pigeon (né le 22 janvier 1851), romancier, publiciste et critique d'art  français
- Félix Gustave Saussier (né le 16 janvier 1828), homme politique français

## Événements
- Élections législatives néo-zélandaises de 1905
- Début de l'insurrection de Moscou de décembre 1905